# Condorcet-Methode

Möglicher Stimmzettel

Condorcet-Methoden (nach Marie Jean Antoine Nicolas Caritat, Marquis de Condorcet) sind Präferenzwahlen, bei denen ein Kandidat zumindest dann gewinnt, wenn er jedem anderen Kandidaten im direkten Vergleich vorgezogen wird.
Jeder Wähler ordnet die Kandidaten nach Rang, wobei mehrere Kandidaten auf demselben Rang möglich sind. Bei der Auswertung werden aus den Daten der Stimmabgaben Zweikämpfe simuliert, in denen jeder Kandidat gegen jeden anderen Kandidaten antritt. Dazu wird gezählt, wie oft ein Kandidat über seinem Gegner angeordnet ist. Wer jeden dieser Kämpfe gewinnt, ist Condorcet-Sieger.
Alle Condorcet-Methoden sind sich vollkommen einig über den Gewinner, wenn jemand Condorcet-Sieger ist. Sie unterscheiden sich darin, wen sie als Gewinner festlegen, wenn es keinen Condorcet-Sieger gibt.
Die Sozialwahltheorie untersucht und vergleicht u. a. unterschiedliche Aggregationsverfahren und deren Probleme und Vorzüge.
Dabei wird die Möglichkeit von taktischem Abstimmungsverhalten der Wähler mit dem Ziel, das für einen selbst bestmögliche Wahlergebnis durchzusetzen, nicht berücksichtigt. („Zwar wäre mir Kandidat A am liebsten, aber da er keine Aussicht hat zu gewinnen, stimme ich für Kandidat B, der für mich der zweitbeste ist.“) Derartige Überlegungen können bei realen Abstimmungen nicht ausgeschlossen werden.

## Definitionen
Gegeben sei eine Menge von Kandidaten {\displaystyle K=\{k_{1},\dots ,k_{n}\}}. Jeder teilnehmende Wähler {\displaystyle X} bringt nun diese Kandidaten in eine Präferenz-Totalordnung {\displaystyle \leq _{X}}, d. h. gibt an, welche Kandidaten er welchen anderen gegenüber bevorzugt bzw. welche er gleich einstuft. Wie üblich wird {\displaystyle x\geq y} für {\displaystyle y\leq x} geschrieben, sowie {\displaystyle x<y} für {\displaystyle x\leq y} und {\displaystyle x\neq y} und zuletzt {\displaystyle x>y} für {\displaystyle y<x}.

### Bevorzugung
Ein Kandidat {\displaystyle k_{i}} wird einem Kandidaten {\displaystyle k_{j}\neq k_{i}} gegenüber bevorzugt, falls es mehr Wähler {\displaystyle X} gibt, für die {\displaystyle k_{i}>_{X}k_{j}} ist als Wähler mit {\displaystyle k_{i}<_{X}k_{j}}, also falls
{\displaystyle \left|\{\,X\;|\;k_{i}>_{X}k_{j}\,\}\right|>\left|\{\,X\;|\;k_{i}<_{X}k_{j}\,\}\right|}
gilt.

### Condorcet-Sieger
Wenn es einen Kandidaten gibt, der jeden anderen Kandidaten in einer paarweisen Abstimmung besiegt, wird dieser der Condorcet-Sieger genannt. (Einen solchen muss es nicht notwendigerweise geben, siehe unten.)

### Condorcet-Verlierer
Wenn es einen Kandidaten gibt, dem gegenüber alle anderen Kandidaten bevorzugt werden, ist dieser der Condorcet-Verlierer. (Auch diesen muss es nicht notwendigerweise geben.)

### Condorcet-Kriterium
Ein Wahlverfahren (allgemein) erfüllt das Condorcet-Kriterium, wenn in den Fällen, wo es einen Condorcet-Sieger gibt, dieser auch Wahlsieger ist.

### Condorcet-Verliererkriterium
Ein Wahlverfahren (allgemein) erfüllt das Condorcet-Verliererkriterium, falls in den Fällen, in denen es einen Condorcet-Verlierer gibt, dieser sicher nicht gewählt wird.

## Allgemeines Beispiel bei drei Kandidaten
Es gebe die drei Kandidaten oder Optionen {\displaystyle A}, {\displaystyle B} und {\displaystyle C}. Die Wähler müssen nun eine Präferenzliste angeben. Das Wahlergebnis sei:
| 1 | {\displaystyle A} | {\displaystyle A} | {\displaystyle B} | {\displaystyle B} | {\displaystyle C} | {\displaystyle C} |
| 2 | {\displaystyle B} | {\displaystyle C} | {\displaystyle A} | {\displaystyle C} | {\displaystyle A} | {\displaystyle B} |
| 3 | {\displaystyle C} | {\displaystyle B} | {\displaystyle C} | {\displaystyle A} | {\displaystyle B} | {\displaystyle A} |
|   | {\displaystyle u} | {\displaystyle v} | {\displaystyle w} | {\displaystyle x} | {\displaystyle y} | {\displaystyle z} |

Also: {\displaystyle u} Personen wollten {\displaystyle A} lieber als {\displaystyle B} und {\displaystyle B} lieber als {\displaystyle C}, {\displaystyle v} Personen haben die Präferenzliste {\displaystyle A>C>B}, {\displaystyle w} Personen wollen {\displaystyle B>A>C} und so weiter. Dann ist {\displaystyle A} genau dann Sieger, wenn:
(1) {\displaystyle u+v+y>w+x+z}
und
(2) {\displaystyle u+v+w>x+y+z}.
Die erste Ungleichung heißt, dass {\displaystyle A} gegenüber {\displaystyle B} bevorzugt wird (denn {\displaystyle u}, {\displaystyle v} und {\displaystyle y} werten {\displaystyle A} vor {\displaystyle B}, die anderen nicht), die zweite besagt, dass {\displaystyle A} auch {\displaystyle C} schlägt.
Wenn zum Beispiel {\displaystyle u=5}, {\displaystyle v=3}, {\displaystyle w=2} und {\displaystyle x=y=z=1} wären, wäre {\displaystyle A} Sieger, denn
(1) {\displaystyle 9>4}
({\displaystyle 9} Leute sehen {\displaystyle A} vor {\displaystyle B}, {\displaystyle 4} sehen {\displaystyle B} vor {\displaystyle A}) und
(2) {\displaystyle 10>3}
({\displaystyle 10} Leute sehen {\displaystyle A} vor {\displaystyle C}, nur {\displaystyle 3} sehen {\displaystyle C} vor {\displaystyle A}).
Für den Fall, dass {\displaystyle u=x=y>0} und {\displaystyle v=w=z=0}, ergibt sich das Condorcet-Paradoxon.

## Paradoxe Eigenheiten
Es ist möglich, dass sich sowohl jeweils eine Mehrheit findet, die Kandidat {\displaystyle A} gegenüber {\displaystyle B} bevorzugt, sowie {\displaystyle B} gegenüber {\displaystyle C} als auch {\displaystyle C} gegenüber {\displaystyle A}. Diese „zyklische Mehrheit“ nennt man das Condorcet-Paradoxon. Condorcet-Verteidiger führen an, dass dieser Widerspruch nicht aus einem Defekt der Wahlmethode resultiert, sondern dass Condorcet lediglich real existierende, sich verschieden zusammensetzende (und damit gar nicht so paradoxe) Mehrheiten aufzeigt.
Ein weiterer der Intuition widersprechender Aspekt ist die geringe Wichtigkeit der Erstwahl im Vergleich mit einer anderen Ranglistenmethode, Instant-Runoff-Voting (IRV). Es ist durchaus möglich, dass der Condorcet-Sieger von niemandem auf den ersten Platz gewählt wurde.

## Beispiele
Es gebe {\displaystyle 100} Wähler und {\displaystyle 3} Kandidaten {\displaystyle A}, {\displaystyle B} und {\displaystyle C}.
| 1 | {\displaystyle A}  | {\displaystyle A} | {\displaystyle B} | {\displaystyle B}  | {\displaystyle C}  | {\displaystyle C} |
| 2 | {\displaystyle B}  | {\displaystyle C} | {\displaystyle A} | {\displaystyle C}  | {\displaystyle A}  | {\displaystyle B} |
| 3 | {\displaystyle C}  | {\displaystyle B} | {\displaystyle C} | {\displaystyle A}  | {\displaystyle B}  | {\displaystyle A} |
|   | {\displaystyle 40} | {\displaystyle 0} | {\displaystyle 0} | {\displaystyle 35} | {\displaystyle 25} | {\displaystyle 0} |

Der Vergleich von Kandidatenpaaren:
| {\displaystyle A} bevorzugt über {\displaystyle B} | {\displaystyle 65>35} |
| {\displaystyle B} bevorzugt über {\displaystyle C} | {\displaystyle 75>25} |
| {\displaystyle C} bevorzugt über {\displaystyle A} | {\displaystyle 60>40} |

Ein Condorcet-Paradoxon. Da der Sieg von {\displaystyle C} über {\displaystyle A} am unspektakulärsten ist, bietet sich an, diesen zu ignorieren. Dann ist {\displaystyle A} der Sieger.
Wenn ein Kandidat über die Hälfte Erstplatzierungen erhält, gewinnt dieser auch jeden Zweikampf. Wenn dem Wähler erlaubt ist, mehreren Kandidaten denselben Rang zu geben (und Condorcet-Fürsprecher treten dafür ein) und es mehrere Kandidaten mit über die Hälfte der Erstplatzierungen gibt, kommt der Sieger aus ebendieser Gruppe. Aber es ist dann nicht unbedingt der mit den meisten Erstplatzierungen, wie folgendes Beispiel mit {\displaystyle 100} Wählern und {\displaystyle 3} Kandidaten {\displaystyle A}, {\displaystyle B} und {\displaystyle C} zeigt:
| 1 | {\displaystyle A,B} | {\displaystyle A} | {\displaystyle B} | {\displaystyle B} | {\displaystyle C} | {\displaystyle C}  |
| 2 | {\displaystyle A,B} | {\displaystyle C} | {\displaystyle A} | {\displaystyle C} | {\displaystyle A} | {\displaystyle B}  |
| 3 | {\displaystyle C}   | {\displaystyle B} | {\displaystyle C} | {\displaystyle A} | {\displaystyle B} | {\displaystyle A}  |
|   | {\displaystyle 60}  | {\displaystyle 1} | {\displaystyle 0} | {\displaystyle 0} | {\displaystyle 0} | {\displaystyle 39} |

Der Vergleich von Kandidatenpaaren:
| {\displaystyle A} bevorzugt über {\displaystyle C} | {\displaystyle 61>39} |
| {\displaystyle B} bevorzugt über {\displaystyle C} | {\displaystyle 60>40} |
| {\displaystyle B} bevorzugt über {\displaystyle A} | {\displaystyle 39>1}  |

Kandidat {\displaystyle B} wird zweimal über andere Optionen bevorzugt und gewinnt. Das liegt daran, dass Gleichplatzierungen im Prinzip wie Enthaltungen gewertet werden.
Wenn kein Kandidat mehr als die Hälfte der Erstplatzierungen erreicht, kann auch jemand ohne eine einzige Erstplatzierung zum Sieger werden. Ein besonders drastisches Beispiel mit {\displaystyle 100} Wählern und {\displaystyle 4} Kandidaten {\displaystyle A}, {\displaystyle B}, {\displaystyle C} und {\displaystyle D}:
| 1 | {\displaystyle A}  | {\displaystyle C}  | {\displaystyle D}  |
| 2 | {\displaystyle B}  | {\displaystyle B}  | {\displaystyle B}  |
| 3 | {\displaystyle C}  | {\displaystyle D}  | {\displaystyle C}  |
| 4 | {\displaystyle D}  | {\displaystyle A}  | {\displaystyle A}  |
|   | {\displaystyle 49} | {\displaystyle 26} | {\displaystyle 25} |

Von den {\displaystyle 4!=24} möglichen Wahlentscheidungen werden hier nur die gezeigt, die Wählerstimmen erhalten. Der Vergleich von Kandidatenpaaren ergibt:
| {\displaystyle B} bevorzugt über {\displaystyle A} | {\displaystyle 51>49} |
| {\displaystyle C} bevorzugt über {\displaystyle A} | {\displaystyle 51>49} |
| {\displaystyle D} bevorzugt über {\displaystyle A} | {\displaystyle 51>49} |
| {\displaystyle B} bevorzugt über {\displaystyle C} | {\displaystyle 74>26} |
| {\displaystyle B} bevorzugt über {\displaystyle D} | {\displaystyle 75>25} |
| {\displaystyle C} bevorzugt über {\displaystyle D} | {\displaystyle 75>25} |

{\displaystyle B} gewinnt jedes Duell. {\displaystyle A} verliert jedes Duell.
Diese im Vergleich zu IRV sehr geringe Gewichtung der Erstplatzierungen bedeutet, dass der Wähler einem deutlich geringeren Druck ausgesetzt ist, einen Kompromiss mit guten Chancen über einen Favoriten mit schlechten Chancen zu stellen (geringer Spoilereffekt).

## Verschiedene Condorcet-Methoden
Die derzeit am weitesten verbreitete Condorcet-Methode ist die Schulze-Methode. Sie wird unter anderem von der Piratenpartei Deutschland, Debian, Gentoo, Software in the Public Interest (SPI) und Sender Policy Framework (SPF) benutzt.